# Indicador de la mel pigallat
L'indicador de la mel pigallat (Indicator maculatus) és una espècie d'ocell de la família dels indicatòrids (Indicatoridae) que habita la selva humida del Senegal, Gàmbia, Guinea Bissau, Guinea, Sierra Leone, Libèria, Costa d'Ivori, Ghana, Togo, Nigèria, sud de Camerun, Guinea Equatorial, el Gabon, República del Congo, República Centreafricana, nord i nord-est de la República Democràtica del Congo, el Sudan del Sud, i oest d'Uganda.